# Mac App Store
Den 20. oktober 2010 annoncerede Apple Mac App Store og den åbnede i januar 2011. Den minder om App Store til iOS enheder, men den har kun programmer til Mac-computere.

Mac App Store tilgås i Mac OS X via en kommando i apple-menuen, fra mappen programmer eller via et ikon i docken.
Funktionen dukker op i Mac OS 10.6 som en softwareopdatering under menupunktet "Softwareopdatering"; efter installering af opdateringen Mac OS X 10.6.6. Man vil herefter kunne tilgå Mac App Store fra sin mac.
Hvis man allerede har et apple id kan man hurtigt komme i gang med at købe og hente programmer til sin Mac.
Så er man kun få klik og en indtastning af sin adgangskode, fra at købe/hente programmer til sin mac
Programmerne kan installeres på flere computere i husstanden. Fra den anden Mac logger man på, trykker for oven på "Purchases" og vælger de tidligere købte programmer som skal installeres.
Opdateringer er ligeså let som i App Store, for ios-enheder.
Tryk på "Updates" og de gratis og købte programmer opdateres.
Har man købt ny mac eller reinstalleret sit styresystem logger man på Mac App Store, trykker for oven på "Purchases" og installerer programmerne igen – ingen DVD'er og lange licenskoder er nødvendig – som kan være svære at finde. Dog kun så længe programmet findes i Mac App Store.